# Utgård, Norge
Utgård är en tätort i Hvalers kommun i Østfold fylke i sydöstra Norge. Orten ligger vid änden av fylkesväg 1118, på den södra delen av ön Vesterøy.